# バーバラ・ゴードン
バーバラ・ゴードン（英: Barbara Gordon）は、DCコミックスの出版するアメリカンコミック『バットマン』に登場する架空のスーパーヒロイン。ウィリアム・ドージーとジュリアス・シュワルツ、カーマイン・インファンティーノによって創造され、1967年に登場した。

## 概要
ウィリアム・ドージーが発案し、ジュリアス・シュワルツとガードナー・フォックス、カーマイン・インファンティーノによって創造され、"Detective Comics #359"（1967年1月）でジェームズ・ゴードンの娘でゴッサム・シティの図書館司書として初登場した。バットガールとして活動し始めた頃、ブルース・ウェインがキラーモスに襲撃されたところに遭遇しバットマンと出会う。
バーバラはバットマン・ファミリーの一員として当時のロビンであるディック・グレイソンと共に活躍した。1988年の『バットマン: キリングジョーク』でジョーカーに撃たれ下半身不随の重傷を負い、"Suicide Squad #23"（1989年1月）でコンピュータを駆使してバットマンやヒーローたちをサポートする「オラクル」として再登場した。その後はブラックキャナリーとバーズ・オブ・プレイを結成し、バットガールの役割はカサンドラ・カインやステファニー・ブラウンに受け継がれていった。
2011年にバーバラはリハビリを経てバットガールに復帰した。ゴッサム・シティ近郊のバーンサイドを拠点として、新生バーズ・オブ・プレイやバットマン・ファミリーと共に活躍している。

## 書誌情報

### 翻訳版
- バットガール：バーンサイド (ISBN 978-4796876223)

小学館集英社プロダクション。2016年09月28日発売。

### 原語版
| タイトル                                | 収録内容 | 刊行日          | ISBN            |
| (1967年-1988年)                         | (1967年-1988年) | (1967年-1988年) | (1967年-1988年) |
| --------------------------------------- | --- | --------------- | --------------- |
| Batman Batgirl: Batgirl                 | Batman Batgirl: Batgirl | 1997年7月       | 978-1563893056  |
| Batman: The Cat and the Bat             | Batman Confidential #17-21 | 2009年12月      | 978-1401224967  |
| Batgirl: Year One                       | Batgirl: Year One #1-9 | 2003年12月      | 978-1401200800  |
| Showcase Presents: Batgirl Vol.1        | Detective Comics #359, #363, #369, #371, #384-385, #388-389, #392-393, #396-397,#400-401, #404-424 World's Finest #169, #176, Batman #197, Justice League of America #60, Brave and the Bold #78 Adventure Comics #381 and Superman #268, #279 | 2007年7月       | 978-1401213671  |
| Batgirl: The Greatest Stories Ever Told | Detective Comics #359, #396-#397, #400, #422-424, Batman Family #1, #9, Batman Chronicles #9 and Legends of the DC Universe #10-11 | 2010年12月      | 978-1401229245  |
| Batgirl/Robin Year One                  | Batgirl: Year One #1-9 and Robin: Year One #1-4 | 2013年6月       | 978-1401240332  |
| New 52 (2012年-2014年)                  | |                 |                 |
| Batgirl Vol.1: The Darkest Reflection   | Batgirl Vol.4 #1-6 | 2012年7月       | 978-1401234751  |
| Batgirl Vol.2: Knightfall Descends      | Batgirl Vol.4 #7-13, #0 | 2013年10月      | 978-1401238179  |
| Batgirl Vol.3: Death of the Family      | Batgirl Vol.4 #14-19, Batgirl Annual #1, Batman Vol.2 #17 and Young Romance: A New 52 Valentine's Day Special #1 | 2013年10月      | 978-1401242596  |
| Batgirl Vol.4: Wanted                   | Batgirl Vol.4 #20-26 and Batman: The Dark Knight Vol.2 #23.1: The Ventriloquist | 2014年12月      | 978-1401250409  |
| Batgirl Vol.5: Deadline                 | Batgirl Vol.4 #27-34, Batgirl Annual #2 and Batgirl: Futures End #1 | 2014年12月      | 978-1401250416  |
| New 52 (2014年-2016年)                  | |                 |                 |
| Batgirl Vol.1: The Batgirl of Burnside  | Batgirl Vol.4 #35-40 and Secret Origins #10 | 2015年6月       | 978-1401253325  |
| Batgirl Vol.2: Family Business          | Batgirl Vol.4 #41-45, Batgirl Annual #3 and DC Sneak Peek: Batgirl #1 | 2016年2月       | 978-1401259662  |
| Batgirl Vol.3: Mindfields               | Batgirl Vol.4 #46-52 | 2016年8月       | 978-1401262693  |
| DC Rebirth (2016年-2018年)              | |                 |                 |
| Batgirl Vol.1: Beyond Burnside          | Batgirl Vol.5 #1-6 | 2017年3月       | 978-1401268404  |
| Batgirl Vol.2: Son of Penguin           | Batgirl Vol.5 #7-11 and Batgirl Annual #1 | 2017年10月      | 978-1401274245  |
| Batgirl Vol.3: Summer of Lies           | Batgirl Vol.5 #12-17 | 2018年4月       | 978-1401278908  |
| Batgirl Vol.4: Strange Loop             | Batgirl Vol.5 #18-23 | 2018年12月      | 978-1401284657  |

## スピンオフ
タイニー・タイタンズ
DCコミックスのサイドキック達が小学生となった日常を描いた作品。
リル・ゴッサム
バットマン関連のキャラクターたちが三頭身になったシリーズ。
アメコミ・ガールズ
DCコミックスの女性キャラクターを日本のアニメ風にデザインしたシリーズ。
DCコミックス・ボムシェルズ
DCコミックスの女性キャラクターをピンナップガール調にアレンジしたシリーズ。
ゴッサムシティ・ガレージ
DCコミックスの女性キャラクターとオートバイを組み合わせたシリーズ。

## 映画

### 実写映画
バットマン & ロビン Mr.フリーズの逆襲
演 - アリシア・シルヴァーストーン
原作の設定を継承しているが、名前はバーバラ・ウィルソンとなっている。
ダークナイト
演 - ハンナ・ガン
ジェームズ・ゴードンの娘バーバラ・ゴードンとして登場。まだ少女であり、母親や弟と共にトゥーフェイスの人質に取られてしまう。
バットガール (映画)
演 - レスリー・グレイス
ジェームズ・ゴードンの娘バーバラ・ゴードンとして登場。スーパーヒロイン・バットガールとなって活躍する。

### アニメ映画
レゴバットマン ザ・ムービー
声 - ロザリオ・ドーソン、日本語吹替 - 沢城みゆき

## ドラマ

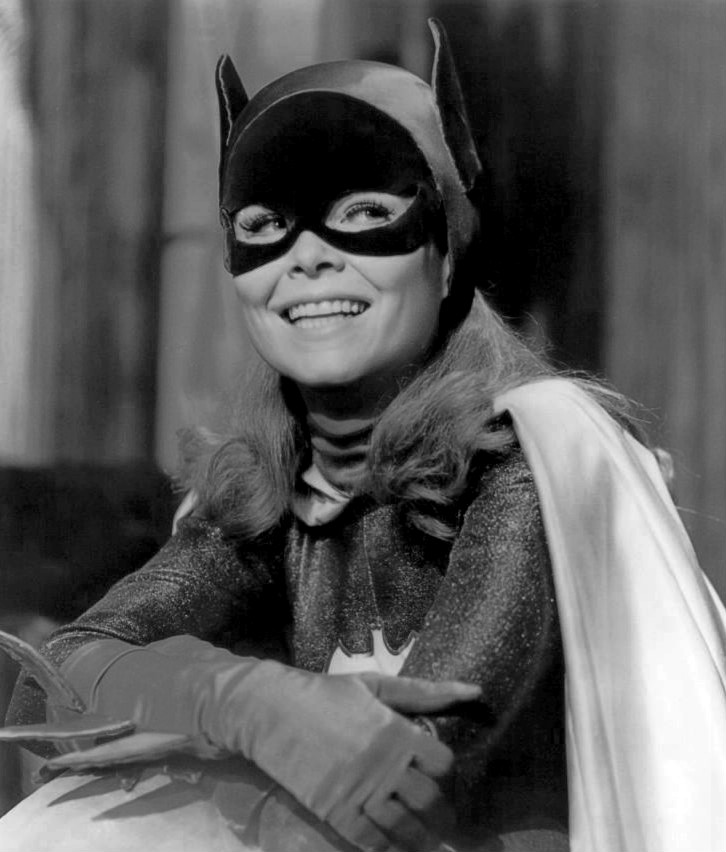
Yvonne Craig Batgirl

怪鳥人間バットマン
演 - イヴォンヌ・クレイグ
本名バーバラ・ゴードン。ジェームズ・ゴードンの娘。父親には自分がバットガールであることを秘密にしている。寝室にバットバイクを隠していて事件が起きるとコスチュームを着てバイクに乗り出動しバットマンとロビンと共にアクションを展開し、またピンチに陥る事もある。
ゴッサム・シティ・エンジェル
演 - ディナ・メイヤー
ジョーカーにより、多くを失い、自身も下半身不随となってしまっている。ニューゴッサム高校教師として働くとともに、「オラクル」として、ヒーローをサポートする。
GOTHAM/ゴッサム
演 - Jeté Laurenceen、日本語吹替 - 遠藤綾
バーバラ・リー・ゴードンという名で登場。
ジェームズ・ゴードンとバーバラ・キーンとの間に産まれた娘。産まれた直後にナイッサ・アル・グールに連れ去られるが、ジムとバーバラに助けられる。10年後を描いた最終話では、ジェレマイア・ヴァレスカに誘拐されるもジムとバットマンに救出される。

## アニメ

### テレビ・ウェブ
バットマン (アニメ)
声 - メリッサ・ギルバート、日本語吹替 - 林原めぐみ
ザ・ニュー・バットマン・アドベンチャーズ
声 - タラ・ストロング
バットマン・ザ・フューチャー
声 -  ストッカード・チャニング（S1-2）、アンジー・ハーモン（S3）、日本語吹替 - 定岡小百合
ゴッサム・ガールズ
声 - タラ・ストロング
ザ・バットマン
声 - ダニエル・ジュドヴィッツ（オラクルはケリー・マーティン）、日本語吹替 - 山川琴美
バットマン:ブレイブ&ボールド
声 - メイ・ホイットマン、日本語吹替 - 山川琴美
ヤング・ジャスティス
声 - アリソン・ストーナー、日本語吹替 - 山川琴美
スーパー・ベスト・フレンズ・フォーエバー
声 - タラ・ストロング
DCスーパーヒーロー・ガールズ
声 - メイ・ホイットマン/アシュリン・セリック、日本語吹替 - 中村千絵

### 長編アニメ
バットマン サブゼロ 凍りついた愛
声 - メアリー・ケイ・バーグマン、日本語吹替 - 林原めぐみ
バットマン・ザ・フューチャー 蘇ったジョーカー
声 - アンジー・ハーモン、日本語吹替 - 定岡小百合
40年前の回想シーンではタラ・ストロング（日本語版は林原めぐみ）が声を担当。
バットマン:キリングジョーク (アニメ)
声 - タラ・ストロング
バットマン VS. ティーンエイジ・ミュータント・ニンジャ・タートルズ
声 - レイチェル・ブルーム

## ゲーム
インジャスティス:神々の激突
声 - キンバリー・ブルックス
対戦型格闘ゲーム。DLC追加プレイアブルキャラクターとして登場。
バットマン アーカム・アサイラム
声 - キンバリー・ブルックス
バットマン アーカム・シティ
声 - キンバリー・ブルックス
バットマン アーカム・ビギンズ
声 - ケルシー・ランズドーン
バットマン アーカム・ナイト
声 - アシュリー・グリーン、日本語吹替 - 有賀由樹子